# Citrinitas
Citrinitas, a veces llamadas "Xantosis", es como los alquimistas llamaban al cambio de tonalidad hacia un tono amarillento o el grado de "amarillo". Es una de las cuatro etapas principales de una obra maestra alquímica, y refiere literalmente a la "transmutación de plata en oro" o "transmutación amarillenta de la conciencia lunar". En filosofía alquímica, citrinas significó el "amanecer de la luz solar" inherente a nuestro ser y que la "Luz lunática o del Alma" reflejada ya no era necesaria. Las otras tres etapas alquímicas son: nigredo (ennegrecimiento), albedo (blanqueamiento) y rubedo (enrojecimiento).